# Savitri Devi
Maximiani Portas, más conocida por su nombre posterior Savitri Devi (Lyon; 30 de septiembre de 1905 - Sible Hedingham; 22 de octubre de 1982), fue una fascista de origen griego, simpatizante nazi y espía que sirvió a las potencias del Eje cometiendo actos de espionaje contra las fuerzas aliadas en la India. Posteriormente, fue un miembro destacado del movimiento neonazi durante la década de 1960. Fue una de las fundadoras de la Unión Mundial de Nacionalsocialistas.
Savitri era partidaria de una síntesis del hinduismo y el nazismo, proclamando que Adolf Hitler era un avatar del dios hindú Vishnu. Describía a Hitler como un sacrificio por la humanidad que conduciría al fin de la peor era del mundo, el Kali Yuga, que ella creía inducido por los judíos, a quienes veía como los poderes del mal.
Sus escritos han influido en el neonazismo y el ocultismo nazi. Rechazando el judeocristianismo, creía en una forma de monismo panteísta; un único cosmos de la naturaleza compuesto por energía-materia divina. Dentro del neonazismo, promovió el ocultismo, la ecología y el movimiento de la Nueva Era, y más contemporáneamente, ha influido en la Derecha alternativa. En 1982, el neonazi italiano Franco Freda publicó una traducción al alemán de su libro Gold in the Furnace, y el cuarto volumen de su revista anual, Risguardo (1980–) estaba dedicado a Savitri Devi como "misionera del paganismo ario".

## Biografía
Nació en Lyon, Francia, el 30 de septiembre de 1905, hija de un francés con ancestros griegos e italianos y de una inglesa. Maximiani visitó Grecia por primera vez en 1923; volvería a Grecia en 1926 y en 1928 renunció a la nacionalidad francesa, adquiriendo la griega.
Se trasladó en la década de 1930 a la India, donde se acercó al hinduismo, adoptó el nombre de Savitri Devi, y contrajo matrimonio en 1940 con un nacionalista indio filonazi, Brahmin Asit Krishba Mukherji. En una búsqueda de unas raíces espirituales y raciales del «arianismo» se manifestó en contra de la herencia judeocristiana.
Tras el fin de la Segunda Guerra Mundial volvió a Europa, y llevó a cabo una militancia neonazi. Se interesó en Islandia por el odinismo y el panteón nórdico, para posteriormente ser detenida y encarcelada seis meses en Alemania. En 1958 publicó Lightning and the Sun, donde expuso su pensamiento esotérico;
veía en Adolf Hitler a un avatar de Visnú, un ejemplo de «hombre contra el tiempo» previo a la reencarnación de Kalki.
Devi, que fue una fuente de inspiración para el movimiento neonazi, se carteó en la década de 1960 con Lincoln Rockwell, líder del Partido Nazi Americano. Falleció el 22 de octubre de 1982 en Sible Hedingham (Reino Unido), sin dinero.